# Coniston Cold
Coniston Cold is een civil parish in het bestuurlijke gebied Craven, in het Engelse graafschap North Yorkshire met 203 inwoners.